# Капалбио
Капа̀лбио (на италиански: Capalbio) е малко градче и община в централна Италия, провинция Гросето, регион Тоскана. Разположено е на 217 m надморска височина. Населението на общината е 4289 души (към 2012 г.).